# Urani natural
El terme urani natural (UN, o NU segons les sigles en anglès) es refereix a l'urani que té la mateixa proporció isotòpica que la de la naturalesa. Conté un 0,7 % d'urani 235, un 99,3% d'urani 238 i una traça d'urani 234 (0,0055%). En termes de quantitat de radioactivitat, aproximadament un 2,2 % prové de l'urani 235, un 48,6 % de l'urani 238 i un 49,2 % de l'urani 234.
L'urani natural es pot utilitzar com a combustible de reactors de baixa i alta potència. Històricament, els reactors moderats per grafit i per aigua pesant utilitzaven com a combustible l'urani natural en les formes ceràmiques del metall pur (U) o diòxid d'urani (UO₂). Tanmateix, les proves experimentals dutes a terme amb el triòxid d'urani (UO₃) i l'octaòxid de triurani (U₃O₈) resulten prometedores.
El percentatge del 0,72 % d'urani 235 no és suficient per produir una reacció en cadena autosostinguda en reactors d'aigua lleugera o en armes nuclears; aquestes aplicacions necessiten urani enriquit. Les armes nuclears prenen una concentració del 90% d'urani 235, i els reactors d'aigua lleugera requereixen una concentració d'urani 235 del voltant del 3%. L'urani natural no enriquit és un combustible apropiat per un reactor d'aigua pesant, com un reactor CANDU. D'altra banda, l'urani empobrit no conté urani 235.
Durant el Projecte Manhattan s'utilitzà el nom tuballoy per referir-se a l'urani natural en la condició refinada; aquest terme encara s'utilitza ocasionalment. L'urani també s'anomenà x-metal (metall x) durant la Segona Guerra Mundial.